# Jan Stryjeński
Jan Stryjeński (ur. 21 listopada 1922 w Krakowie, zm. 22 czerwca 1996 w Genewie) – architekt, profesor Uniwersytetu Genewskiego, alpinista, członek Polskiego Towarzystwa Tatrzańskiego. 

## Życiorys
Był synem malarki Zofii Stryjeńskiej i architekta Karola Stryjeńskiego, bratem bliźniaczym malarza Jacka Stryjeńskiego.
Studiował na Akademii Górniczo-Hutniczej w Krakowie. W czasie wojny został taternikiem. 10 kwietnia 1944 dokonał pierwszego zimowego wejścia na Kozią Przełęcz Wyżnią od strony Doliny Gąsienicowej (ze Stanisławem Siedleckim). 
Pod koniec wojny, korzystając z posiadanego paszportu szwajcarskiego, przedostał się do Szwajcarii. W czasie studiów szwajcarskich, 1 listopada 1945 r. został członkiem Klubu Wysokogórskiego Winterthur.
Po dokończeniu studiów architektonicznych objął stanowisko profesora w École d’Architecture de l’Université de Geneve i École d’Ingenieurs. Zajmował się problemami akustyki budowli.